# István Szívós
Istvan Szivos, (Szeged, 20 de agosto de 1920 - Budapest, 22 de junio de 1992) fue un jugador y entrenador húngaro de waterpolo.

## Biografía
Padre de István Szívós (hijo), también waterpolista húngaro internacional. Al acabar su carrera como jugador, fue también entrenador. Entre otros de la selección egipcia de waterpolo en 1964.

## Clubs
- M.A.C. ( Hungría)
- Vasas Clubs ( Hungría)

## Títulos
Como jugador de waterpolo de la selección de Hungría:
- Oro en los juegos olímpicos de Melbourne 1956
- Campeonato europeo de Turín 1954
- Oro en los juegos olímpicos de Helsinki 1952
- Plata en los juegos olímpicos de Londres 1948